# 引黄济青工程
引黄济青工程是中国山东省境内一项将黄河水引向青岛的水利工程（跨流域、远距离的大型调水工程）。它是“七五”期间山东省重点工程之一，也是山东省近几十年以来最大的水利和市政建设工程。

## 工程介绍
工程建有253公里人工衬砌输水明渠和22公里暗渠。黄河水在滨州的在引黄济青工程的起点进行沉淀，向东南经过东营、潍坊，最后抵达青岛市境内的棘洪滩水库。

### 范围
工程全长290公里，由山东省滨州市境内打渔张引黄闸引水到青岛市白沙水厂，途经4个市地、10个县市区。

### 数据
棘洪滩水库是引黄济青工程的惟一调蓄水库，位于青岛市城阳区、即墨区和胶州市交界处，库区面积达14.422平方公里，围坝长14.277公里，设计水位14.2米，总库容1.46亿立方米，建设资金1.4亿元。
截止1994年，引黄济青工程已累计向青岛市供水10亿立方米。

### 经费
经过了中国国家计委的审批，工程概算投资八亿元，后概算调整为9.53亿元，超概算投资18.9％。
青岛市于1986年10月14日出台了《青岛市筹集引黄济青工程建设资金暂行办法》，办法中指出了建设资金由国家、省、市三级负担，青岛市承担1.5亿元，规定了每年从地方财政和城市维护建设税中安排一部分，尚缺部分以加收水费的方式，加收水费的对象是企业和单位，而居民和一些非盈利性机构免缴。

## 作用
工程从黄河引水到青岛，具有引水、沉沙、输水、蓄水、净水、配水等设施，功能齐全，配套完整，已经是青岛市主要用水的来源并使青岛摆脱了缺水的困难。
在经济上，根据青岛市估算，该工程将为青岛增加经济效益300多亿元，使高氟、咸水区的居民喝上了甜水，为渠道博兴县提供农灌用水近10亿立米，沿途城乡也得到61亿多立方米的供水，可增加粮食5.1亿多公斤。
在地理上，有效地补偿了地下水，回灌补源6亿多立方米，防治了海水内侵的危害。

## 建设历程
该工程于1986年4月15日开工兴建，1989年11月25日正式通水。

## 社会评价
该工程改变了原先缺水的青岛市的面貌，使得青岛的工农业可以自由发展，居民的社会生活也得到改观。使原先排长龙打水和工厂因缺水而停工的现象再也不存在了，引黄济青工程受到了青岛社会的广泛赞誉，被誉为“黄金之渠”。
但由于引水成本高于当地采水成本，故引发了争议，且有时引黄济青工程的利用率不到40％。

## 意义
引黄济青工程让青岛人喝上了黄河水，从此摆脱了长期困扰青岛人的吃水问题。该工程让青岛的发展再也不受到水问题的束缚，使青岛市的经济发展长足增长。
该工程横亘山东半岛西部，使得山东省水资源的分布更加趋于平衡。

## 參看
- 山東半島藍色經濟區

1. ↑  https://web.archive.org/web/20041117103821/https://www.qingdaonews.com/gb/content/2004-08/07/content_3476737.htm